# Tväråtjärnen (Jörns socken, Västerbotten)
Tväråtjärnen är en sjö i Skellefteå kommun i Västerbotten och ingår i Byskeälvens huvudavrinningsområde.